# Ультралевые
Ультрале́вые, также кра́йне ле́вые, ле́вые радика́лы (радика́льные ле́вые) или ле́вые экстреми́сты — политические движения и группы или отдельные лица, занимающие крайние позиции в левой части политического спектра, левее чем обычные левые. Этот термин не имеет единого, последовательного определения; некоторые учёные считают, что это левые коммунисты, в то время как другие расширяют его, включая левых социал-демократов. В определённых случаях — особенно в новостных СМИ — ультралевые ассоциируются с некоторыми формами авторитаризма, анархизма, коммунизма и марксизма или характеризуются как группы, выступающие за революционный социализм и связанные с ним коммунистические идеологии или антикапитализм и антиглобализацию. Ультралевый терроризм состоит из экстремистских, воинствующих или повстанческих групп, которые пытаются реализовать свои идеалы посредством политического насилия, а не с помощью демократических процессов.

## Идеологии
Определение ультралевых различается в литературе и нет общего согласия относительно того, что оно подразумевает или консенсуса относительно основных характеристик, которыми описывают ультралевых, кроме того, что они находятся левее основной части левых движений и политиков. Как и в случае с другими политическими группировками, точные границы, отделяющие ультралевых от более умеренных левых, в том числе, левоцентристов, чётко не определены и могут различаться в зависимости от контекста. К ультралевым идеологиям часто относят коммунизм и анархизм, а также некоторые радикальные течения социализма.
Термин «радикальные левые» иногда используется как синоним понятия «ультралевые», но учёные располагают их между ультралевыми и социал-демократией. По словам политолога Ричарда Данфи, «радикальные левые» желают фундаментальных изменений в неолиберальном капитализме и прогрессивных демократических реформ, таких как прямая демократия и включение общественную жизнь маргинализированных сообществ, в то время как по словам политолога Люка Марча «ультралевые» осуждают либеральную демократию как «компромисс с буржуазными политическими силами» и определяют капитализм более строго, призывая к немедленным фундаментальным изменениям в капиталистической социально-экономической структуре общества. Радикальные левые при всём своём радикализме, более умеренные, отвергая как «неолиберальную социал-демократию», так и революционные действия, желая осуществить изменения изнутри правительства, ставя равенство результатов выше равных возможностей. Постсоветские радикальные левые движения в Европе и Соединёных Штатах ассоциируются с антиглобализацией и антинеолиберализмом.

### Социализм
Социализм происходит из идей эгалитаризма и стремится создать общество социального равенства, в котором каждый человек имеет доступ к основным потребностям и в котором процветание и знания являются общими. Ряд течений и направлений социализма считаются ультралевыми. Социализм исторически делился на умеренно левый реформистский социализм и ультралевый революционный социализм. Современная социал-демократия обычно считается левоцентристской социалистической идеологией.
Демократический социализм обычно считается левой реформистской или радикально-левой идеологией, и исторически считался левоцентристским, хотя иногда его считают ультралевым. В политической риторике демократический социализм иногда используется как синоним социал-демократии, но часто используется и для описания политических движений левее или радикальнее социал-демократии. Коммунисты также могут идентифицировать себя как демократических социалистов, чтобы противопоставить себя сталинистам. Демократические социалисты отвергают социал-демократию Третьего пути из-за её связи с неолиберализмом, а коммунизм отвергают из-за его связи с авторитаризмом.

### Коммунизм и марксизм
Коммунизм основан на том, что человечество должно отказаться от классовых различий в пользу коммунистического общества, организованного вокруг потребностей и способностей своих граждан. Современный коммунизм — это форма революционного социализма, основанная на поддержке коммунистического общества, описанного в трудах Карла Маркса и Фридриха Энгельса, известного как марксизм. Ответвления марксизма включают ленинизм, марксизм-ленинизм (который отличался от обеих своих одноимённых идеологий), маоизм, еврокоммунизм, анархический коммунизм и другие.

### Анархизм
Анархизм стремится создать форму общества, которая полностью исключает государство. Анархизм включает в себя элементы как социализма, так и либерализма, и был широко распространён среди ультралевых во всём мире с 1900 по 1940 год. Современный анархизм включает в себя анархизм классический, анархо-синдикализм, социальный анархизм, индивидуалистический анархизм, анархо-феминизм, чёрный анархизм, квир-анархизм и зелёный анархизм.
Анархо-капитализм обычно считается правой идеологией.

## Позиции
Ультралевые выступают за перераспределение доходов и богатства, а также за устранение капитализма и потребительства, считая, что они вызывают социальное неравенство. Некоторые ультралевые также поддерживают отмену частной собственности. Учёные, такие как Люк Марч и Кас Мадд, предполагают, что в основе идей ультралевых лежат социально-экономические права. Более того, Марч и Мадд утверждают, что ультралевые находятся левее обычных левых по вопросам экономического неравенства на основе существующих социальных и политических соглашений.
Ультралевые являются антисистемными политиками, выступающими против существующих политических и экономических структур. Как анархистские, так и этатистские ультралевые могут поддерживать отмену традиционных социально-политических структур. Они выступают против либерализма и либеральной демократии. Их можно классифицировать как радикалов, поддерживающих полную реформацию общества и его функций. Сторонники теории подковы, трактующей лево-правый политический спектр, считают, что ультралевые и ультраправые имеют больше общего друг с другом как экстремисты, чем каждый из них имеет с центристами или умеренными. Однако эта теория подверглась критике со стороны многих учёных.
Коммунизм исторически ставил экономику и классовую борьбу выше социальных вопросов. Но в 1970-х и 1980-х годах ультралевые, в том числе коммунисты, в Западной Европе стали больше ориентироваться на новые социальные движения, которые выдвигали на первый план такие вопросы, как движение за мир, защита окружающей среды, права женщин, права ЛГБТ, права мигрантов, права животных и продвижение интересов стран третьего мира. Эти идеи со временем были включены в набравшую популярность зелёную политику, но по-прежнему поддерживаются многими ультралевыми.

## История

### До XX века
Общества, напоминающие коммунистическое, постулировались на протяжении всей истории человечества, и многие из них были предложены в качестве самых ранних социалистических или коммунистических идей. Идеи Платона были описаны как ранний тип социализма. В средневековой Европе некоторые философы утверждали, что Иисус проповедовал социальное равенство, в частности, совместное владение собственностью и что иерархи католической церкви отступила от его учения. К ним относились табориты, которые пытались создать социальную структуру, напоминающую коммунистическое общество. Ранние примеры коммунистических обществ в художественной литературе включают «Утопию» Томаса Мора, которая предлагала общество без личной собственности, и «Город Солнца» Томмазо Кампанеллы, который предлагал общество без семьи. Предшественников современных ультралевых можно обнаружить в Европе и Северной Америке конца XVIII века, когда индустриализация породила рабочий класс, а вслед за тем и классовую борьбу. Тогда же появляются первые социалисты, выступавшие против социальных и экономических структур, сформированных индустриализацией и капитализмом, так как они создавали богатство для одних за счёт других, порождая экономическое неравенство.
Термин социализм впервые вошёл в употребление в начале XIX века для описания эгалитарных идей перераспределения, продвигаемых такими авторами, как Франсуа Ноэль Бабёф и Джон Телуолл. Вдохновлённые Французской революцией, они возражали против неравенства, а Бабёф выступал за диктатуру от имени народа, которая уничтожит тех, кто вызывает неравенство. Социализм был признан последовательной философией в 1830-х годах с публикациями британского философа и реформатора Роберта Оуэна, который сам себя идентифицировал как социалиста. Оуэн, а также другие, такие как Анри де Сен-Симон, Шарль Фурье и Этьен Кабе, были приверженцами утопического социализма, основав несколько коммун для реализации своей идей. Кабе ответил на «Утопию» Мора своим собственным романом «Путешествие в Икарию». Ему приписывают первое использование термина «коммунизм», хотя его использование не было связано с идеологиями, которые позже стали известны как коммунизм.
Первые анархисты также появились в XIX веке, включая Пьера-Жозефа Прудона и Михаила Бакунина. Поддерживая многие утопические идеи, они в то же время подчёркивали важность революции против государства и его полной отмены для существования утопического общества. Так, Бакунин утверждал, что крестьяне, а не рабочий класс, должны возглавить социалистическую революцию, и популяризировал призывы к насилию среди анархистского движения. Появившись в Европе, анархизм уже вскоре распространился в Америке, найдя там своих верных последователей.
Карл Маркс и Фридрих Энгельс в 1840-х годах стали основоположниками идеологии, известной в дальнейшем как марксизм, революционно-социалистического течения, которое утверждало неизбежность классовой борьбы и социалистической революции, а также ведущую роль пролетариата в уничтожении капиталистического общества и установлению общества коммунистического. По мере развития государственной бюрократии в конце XIX века и всё большего признания прав трудящихся национальными правительствами, социалистические движения разделились по вопросу о роли государства. Некоторые возражали против усиления государства, в то время как другие считали, что государство является более сильной альтернативой для защиты прав трудящихся, чем рабочие движения. Первые были преимущественно анархистами и революционными социалистами, в то время как вторые выбрали путь реформ и социальной демократии.

### Первая половина XX века
Анархо-синдикализм появился как форма анархизма в конце XIX века и быстро стал популярным, оставаясь влиятельной силой в ультралевом движении до начала Второй мировой войны. В Испании анархисты имели большую поддержку и влияние, сыграв важную роль во время Гражданской войны в Испании во второй половине 1930-х годов. Но победа националистов во главе с Франсиско Франко в 1939 году стала концом «золотого века» классического анархизма. Это поражение, наряду с ростом влияния коммунизма, связанного с победой Советского Союза над нацистской Германией, положили конец значимости анархизма среди ультралевых по всему миру. По мере того, как массовое производство становилось всё более распространённым, традиционный стиль труда, против которого выступали анархо-синдикалисты, прекратил своё существование, предотвратив возрождение движения.
Восточноазиатский анархизм развился в 1900-х годах во время русско-японской войны, основываясь на идеях японского писателя Котоку Сюсуи, который, в свою очередь, был вдохновлён русским анархистом Петром Кропоткиным. Наибольшую известность это движение получило в 1920-х годах в Китае.
Современный коммунизм зародился в конце 1910-х годов в Европе из наиболее радикального крыла социал-демократии и пользовался популярностью в первую очередь в странах со значительной поляризацией между слоями населения по экономическому, этническому или религиозному признаку, и в странах, которые были дестабилизированы Первой мировой войной, а позднее Великой депрессией. Он был менее заметен в развитых индустриальных странах, где социал-демократия пользовалась большей популярность чем коммунистические партии.
Первой страной, в которой коммунисты пришли к власти, стала Российская империя, в которой в феврале 1917 года на фоне политической нестабильности, вызванной Первой мировой войной, произошла Русская революция, свергнувшая монархию. К ноябрю того же года умеренно-революционное Временное правительство дискредитировало себя своей политикой, что позволило большевикам, радикальной части российской социал-демократии, под руководством Владимира Ленина захватить власть. Новая государственная идеология развивалась во время Гражданской войны в России с 1918 по 1921 год, провозгласив сохранение большевистской власти как наивысший приоритет для обеспечения строительства социализма, а также стремясь распространить коммунистическую революцию на другие страны. Успех большевиков в России воодушевил радикальных социалистов в других странах, что привело к созданию коммунистических партий по всему миру, вскоре объединившихся в Коминтерн, и даже вызвало формирование коммунистических правительств в ряде стран Европы, которые, впрочем, просуществовали всего несколько месяцев. Хотя российские большевики, а вслед за ними и их последователи в других странах, идентифицировали себя как коммунисты, чтобы отличаться от более умеренных социалистов-реформистов, термин «социалист» часто использовался взаимозаменяемо в то время.
К 1922 году, когда Российская СФСР, основанная большевиками как первое в мире государство рабочих и крестьян, стала одной из стран-основательниц Советского Союза, её руководство во главе с Лениным вынуждено было, реагируя на повсеместный голод, разруху и нищету, отказаться от военного коммунизма и начать новую экономическую политику (НЭП), которая в целом восстановила рыночную экономику при государственном регулировании с использованием плановых и рыночных механизмов. НЭП позволил быстро восстановить народное хозяйство и экономику, разрушенные Первой мировой и Гражданской войной. После смерти Ленина борьба за власть между Николаем Бухариным, Львом Троцким и Иосифом Сталиным завершилась победой последнего в 1928 году. Придя к власти, Сталин реализовал свою версию марксизма-ленинизма: свернул НЭП, ликвидировал немногие оставшиеся свободы, очистил правящую партию и общество от своих противников, заменявшихся амбициозными лоялистами, создал культ личности вокруг своей персоны и сформировал жёсткую систему контроля над пропагандой и экономикой. Всё это сопровождалось массовыми репрессиями, в ходе которых были убиты сотни тысяч людей, раскулачиванием и принудительной коллективизацией, депортациями по этническому принципу. К этому времени марксизм-ленинизм в интерпретации Сталина рассматривался как окончательное воплощение коммунизма большинством коммунистов во всём мире, которые оправдывали действия Сталина необходимостью искоренить фашистских инфильтратов, при этом государственная цензура скрывала масштабы репрессий.

### Холодная война
Влияние Советского Союза, выросшее во время и после Второй мировой войны, способствовало распространению коммунизма, прямо и косвенно, на остальную часть Восточной Европы и в Юго-Восточную Европу. В 1944—1948 годах коммунистические правительства были сформированы в Албании, Болгарии, Чехословакии, Восточной Германии, Венгрии, Румынии и Югославии. Одновременно с этим Ялтинские соглашения 1945 года и начавшаяся в 1946 году «холодная война» и рост уровня жизни в эпоху «золотого века капитализма» ограничили политическое влияние коммунизма в большей части Западной Европы, а развитие постиндустриального общества привело к упадку многих традиционных секторов экономики и снижению доли рабочего класса, традиционного электората коммунизма. После смерти Сталина в нескольких странах Восточной Европы были рабочие волнения, которые были подавлены вооружённой силой. Многие из этих стран возглавлялись правителями-сталинистами, которые были изгнаны и заменены. Югославия ещё при жизни Сталина дистанцировалась от СССР как нейтральная коммунистическая страна, не связанная ни с Востоком, ни с Западом, в то время как Албания, сохранив верность сталинизму, порвала отношения с советскими коммунистами и взяла курс на сближение с маоистским Китаем.
В конце 1950-х — начале 1960-х годов в Западной Европе, США и Японии на фоне разочарования советским коммунизмом и под влиянием анархистских и неомарксистских идей, в особенности философии Франкфуртской школы и Герберта Маркузе, как альтернатива коммунизму возникают «новые левые». Отождествляя себя с левой идеей, но противопоставляя себя традиционным компартиям и социал-демократам («старым левым»), «новые левые» выступали с критикой исторической роли пролетариата и институциональных форм сопротивления позиции, больше внимания уделяя социальным вопросам и политике идентичности. В конце 1960-х — начале 1970-х годов в Западной Европе появляется движение зелёных, первоначально как ответвление «новых левых», но к концу XX века оно было дерадикализовано и стало левоцентристским. Постепенно разочарование внешней и внутренней политикой Советского Союза среди коммунистов, в первую очередь, западноевропейских, нарастало, снижая популярность марксизма-ленинизма, что привело к развитию во второй половине 1970-х еврокоммунизма как демократического коммунистического движения в Западной Европе, но оно лишь ненадолго добилось успеха на выборах в 1970-х годах. В «свинцовые семидесятые» в Италии и некоторых других странах часть ультралевых активистов, такие как Красные бригады, прибегли к использованию политического насилия как революционного средства, оправдывая свои действия, в том числе, необходимостью защиты от ультраправого терроризма и неофашизма.
Коммунистическая партия Китая (КПК) действовала с 1921 года и смогла захватить власть в Китае, одержав победу в гражданской войне в 1949 году. Как и в случае с Советским Союзом, недавно образованная Китайская Народная Республика провела массовые политические чистки, убив миллионы землевладельцев. Однако крестьяне не были объектом репрессий, наоборот, КПК использовала их в качестве базы политической поддержки. В конце 1950-х и начале 1960-х годов Китай под властью Мао Цзэдуна, недовольного политикой советского лидера Никиты Хрущёва дистанцировался от Советского Союза. Так было положено начало маоизму, который вскоре стал набирать популярность среди ультралевых как альтернатива советскому коммунизму. К концу 1970-х годов к власти в Китае пришёл сподвижник Мао Цзедуна Дэн Сяопин, который, сохраняя приверженность Мао и коммунизму, заменил маоизм в Китае на новую идеологию и начал политику реформ, восстановив в стране частный сектор и рыночное ценообразование. В 1940-х годах в Северной Корее и Северном Вьетнаме были созданы коммунистические правительства, что спровоцировало Корейскую войну и Вьетнамскую войну против Южной Кореи и Южного Вьетнама соответственно.
Кубинская революция привела к тому, что в 1959 году правителем Кубы стал националист Фидель Кастро. Хотя он не был коммунистом, он присоединился к Восточному блоку, ища советской поддержки в борьбе с США. Во время Холодной войны многие страны, особенно в Африке и Латинской Америке, приняли социализм, отличный от марксизма-ленинизма.
К 1980-м годам Советский Союз отошёл от идей международного коммунизма, поскольку такие усилия стали рассматриваться как слишком неудобные, а в 1988 году советский лидер Михаил Горбачёв начал перестройку, фактически отказавшись от коммунизма. Последствием этого стали прекращение «холодной войны» и гонки вооружений, распад СССР и Восточного блока (с 1988 по 1992 год одиннадцать из шестнадцати коммунистических государств мира были упразднены). После распада Советского Союза в Европе ультралевые пошли на спад и в течение 1990-х годов были малоактивны и не пользовались влиянием. В ряде стран Восточной Европы коммунистические партии были запрещены новыми правительствами, в то время как в других они стали полноправными и влиятельными участниками политической жизни, даже побеждая на выборах, как, например, в Молдове.

### В XXI веке
Из пяти коммунистических государств, которые дожили до XXI века, три — Китай, Вьетнам и Лаос — провели рыночные реформы и восстановили частную собственность, благодаря чему смогли реинтегрироваться в мировую капиталистическую экономику, хотя и сохранили во многом государственный контроль на экономикой.
В 1998 году ряд левосоциалистических, коммунистических и красно-зелёных партий, действовавших в государствах Европейского союза в преддверии выборов в Европарламент 1999 года начали процесс объединения, который завершился в 2004 году созданием общеевропейская партии левых и ультралевых под названием Партия европейских левых (ПЕЛ). Большинство партий, присоединившихся к ПЕЛ, были созданы ещё в XX веке или на основе более ранних ультралевых партий.
В 2012 году автономный регион Рожава на северо-западе Сирии установил самоуправление, основанное на анархистской прямой демократии на местном уровне и однопартийное государство на региональном уровне.
Неолиберальный поворот европейской социал-демократии в рамках «Третьего пути» и Великая рецессия 2008—2013 годов привели к тому, что в конце 2000-х и начале 2010-х годов появились левопопулистские партии и политики как евроскептический и антиглобалистский ответ. Эти партии и движения квалифицируются различными наблюдателями как левые, радикально-левые (между ультралевыми и социал-демократией) или ультралевые. Так, в 2011 году в США прошла массовая кампания гражданского протеста «Захвати Уолл-стрит», которое вызвало аналогичные акции в других странах. В 2014 году в Испании была основана партия «Подемос», в Греции в 2015 году к власти пришла партия СИРИЗА, во Франции в 2016 году сложилось массовое левопопулистское движение вокруг кандидата в президенты Жан-Люка Меланшона. В эти же годы в Великобритании и Соединённых Штатах Америки левопопулистские движения сформировались вокруг лейбориста Джереми Корбина и демократа Берни Сандерса.
После того как левопопулистские партии добились успехов в 2010-х годах, они часто были вынуждены частично отказаться от своего сильного антинеолиберализма и занять более умеренные позиции, под давлением более умеренных союзников или навязанные из-за международного контекста. В Европе поддержка левой популистской политики исходит от трёх пересекающихся групп: ультралевые субкультуры, недовольные социал-демократы и протестный электорат — среди которых широко распространён евроскептицизм. Европейский левый популизм разделяет многие ценности левоцентристов, включая космополитизм, альтруизм и эгалитаризм. В то же время, в некоторых сферах ультралевые поопулисты идейно пересекаются с ультраправыми: радикализм, экономический национализм, евроскептицизм и популизм. При этом, между ними имеются чёткие различия: во-первых, «образование […] имеет тенденцию статистически значительно снижать шансы голосовать за радикально правых, но увеличивает шансы голосовать за радикально левых»; и, во-вторых, радикально левые избиратели, как правило, не разделяют социальный национализм радикально правых, вместо этого больше внимания уделяя заботе об экономическом эгалитаризме. Для ультралевых популистов также свойственны антиамериканизм, антиглобализм, оппозицию НАТО и в некоторых случаях неприятие европейской интеграции.

## Ультралевый терроризм
Многие ультралевые боевые организации были сформированы членами существующих политических партий в 1960-х и 1970-х годах, среди них индийские наксалиты, аргентинские монтонерос, филиппинская Новая народная армия, итальянские Красные бригады и «Первая линия», немецкая Фракция Красной армии, Красная армия Японии и уругвайские Тупамарос. Эти группы в целом стремились вооружёнными или террористическим путём свергнуть капитализм и богатые правящие классы.